# Plymouth Gran Fury (1975–1977)
Der Plymouth Gran Fury der Modelljahre 1975 bis 1977 ist ein Full-Size-Automobil des US-amerikanischen Chrysler-Konzerns, das unter der Marke Plymouth vornehmlich auf nordamerikanischen Märkten vertrieben wurde. Es war 1974 als Plymouth Fury eingeführt worden und erhielt 1975 im Rahmen eines Badge-Shifting-Prozesses die Bezeichnung Gran Fury. Diese Serie bildet die erste der insgesamt drei Generationen umfassenden Modellreihe Gran Fury. Schwestermodelle sind der Dodge Monaco bzw. Royal Monaco sowie die stilistisch leicht abweichenden Chrysler Newport, Chrysler New Yorker und Imperial LeBaron. Innerhalb dieser breit aufgestellten Modellfamilie war der Plymouth die preiswerteste und am schwächsten ausgestattete Variante.

## Entstehungsgeschichte
Der Plymouth Gran Fury gehört zur Full-Size-Baureihe des Chrysler-Konzerns. Die technische Basis aller Modelle ist Chryslers C-Plattform. Die Technik aller Mitglieder dieser Modellfamilie ist identisch. Auch die Rohkarosserien stimmen jeweils überein. Allerdings gibt es Unterschiede im Front- und Heckdesign sowie in den Ausstattungen.

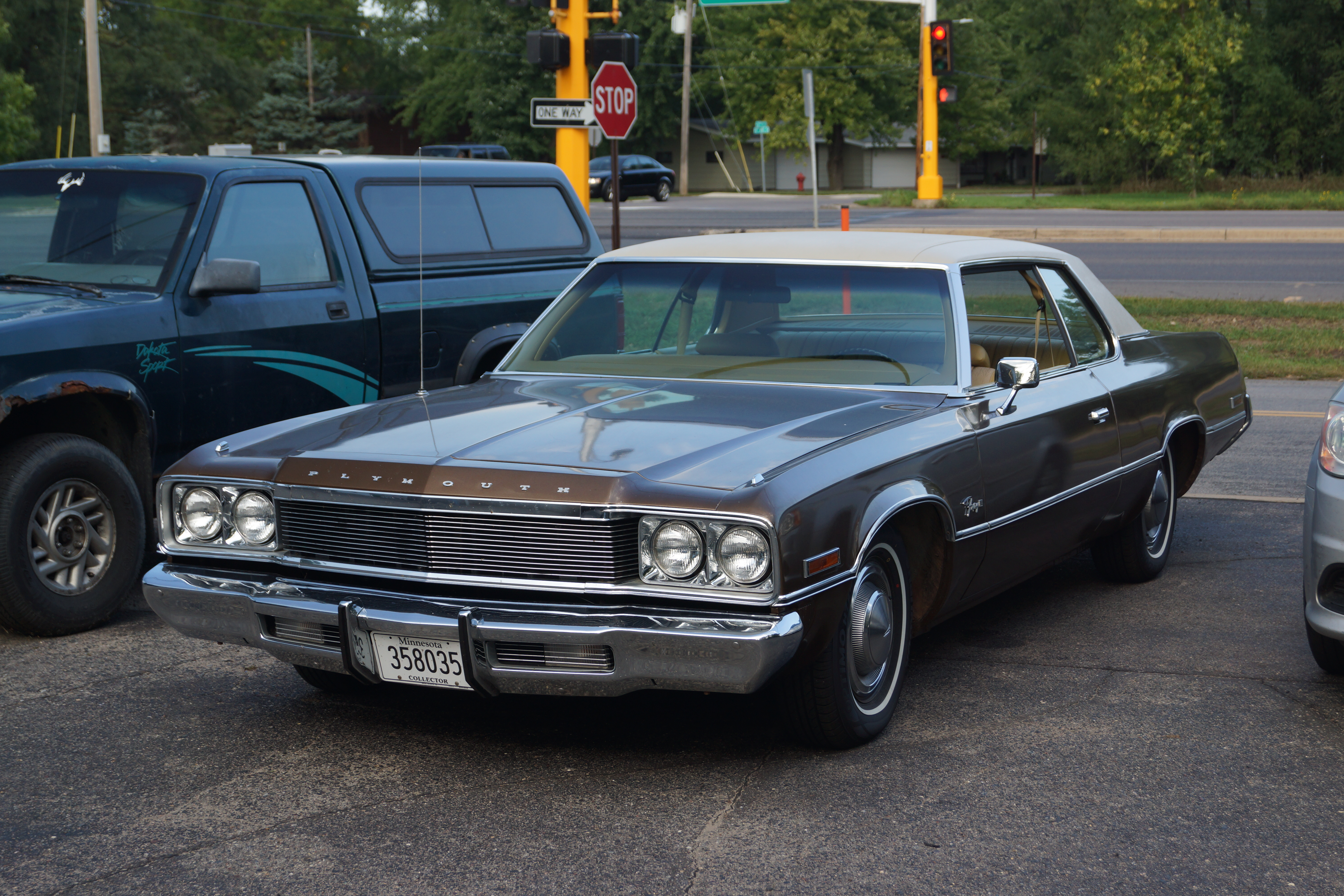
Direkter Vorgänger des Gran Fury: Plymouth Fury von 1974

Seit den 1950er-Jahren wurden die Spitzenmodelle der Marke Plymouth unter der Bezeichnung Fury vermarktet. Der Name machte mehrere Modellwechsel mit. Als der Chrysler-Konzern seine Full-Size-Familie zum Modelljahr 1974 erneuerte, erhielt der Plymouth-Ableger erneut die Bezeichnung Fury. Unter diesem Namen war das Auto allerdings nur ein Jahr lang im Programm. Zum Modelljahr 1975 kam es innerhalb der Marke Plymouth zu einem Badge Shifting, d. h. zu einer Verschiebung der Modellbezeichnungen: Um die zu diesem Zeitpunkt bereits veraltete Intermediate-Reihe Satellite aufzuwerten, wurde sie ab 1975 in Fury umbenannt, sodass der bisher für die Spitzenreihe verwendete Name nunmehr bei einem Mittelklassemodell erschien. Das Full-Size-Auto erhielt daraufhin die Bezeichnung Gran Fury, die bis dahin lediglich für eine besondere Ausstattungslinie des großen Fury verwendet worden war. Technisch änderte sich am Gran Fury trotz des Namenswechsels nichts; lediglich die Frontpartie wurde neu gestaltet. Der Gran Fury blieb ebenso wie sein Dodge-Pendant bis 1977 im Programm; die Chrysler-Varianten hielten sich noch ein Jahr länger.
Nach der Einstellung des Gran Fury erschien kein direkter Nachfolger bei Plymouth. Da wenig später auch das kleinere Intermediate-Modell Fury eingestellt wurde, war der Mittelklassewagen Volaré für einige Zeit der größte Plymouth. Erst im Modelljahr 1980 brachte Plymouth wieder einen Gran Fury heraus. Diese Generation basierte auf der Chryslers R-Plattform, die ihrerseits eng mit der technischen Basis des alten Plymouth Satellite verwandt war.

## Modellbeschreibung

### Karosserie
Der Gran Fury hat eine selbsttragende Karosserie („Unibody“) aus Stahlblech. Er wurde mit unterschiedlichen Aufbauten angeboten. Zum Programm gehörten:
- ein zweitüriges Stufenheckcoupé mit durchgehender B-Säule (1975–1977)
- eine viertürige Stufenhecklimousine mit durchgehender B-Säule (1975–1977)
- ein viertüriger Hardtop Sedan ohne durchgehende B-Säule (nur 1975)
- ein fünftüriger, als Suburban Wagon bezeichneter Kombi mit durchgehender B-Säule (1975–1977).

Die Karosserieteile des Gran Fury entsprechen weitestgehend denen des Dodge Monaco bzw. Royal Monaco. Lediglich seine Frontmaske ist eigenständig. Während alle Fury-Varianten des Modelljahrs 1974 Doppelscheinwerfer hatten, erhielt die teuerste, als Gran Fury Brougham bezeichnete Ausstattungslinie zum Modelljahr 1975 runde Einzelscheinwerfer mit innenseitig senkrecht montierten Blinkleuchten. Zum Modelljahr 1976 wurde diese Frontgestaltung auf alle Gran-Fury-Versionen übertragen. Die Heckpartie mit breiten, waagerecht angeordneten Rückleuchten entspricht in allen Modelljahren der des Dodge Monaco und des Chrysler Newport Custom (ab 1976). Lediglich die Gestaltung der Leuchtenverkleidung weicht von den anderen Modellen ab.

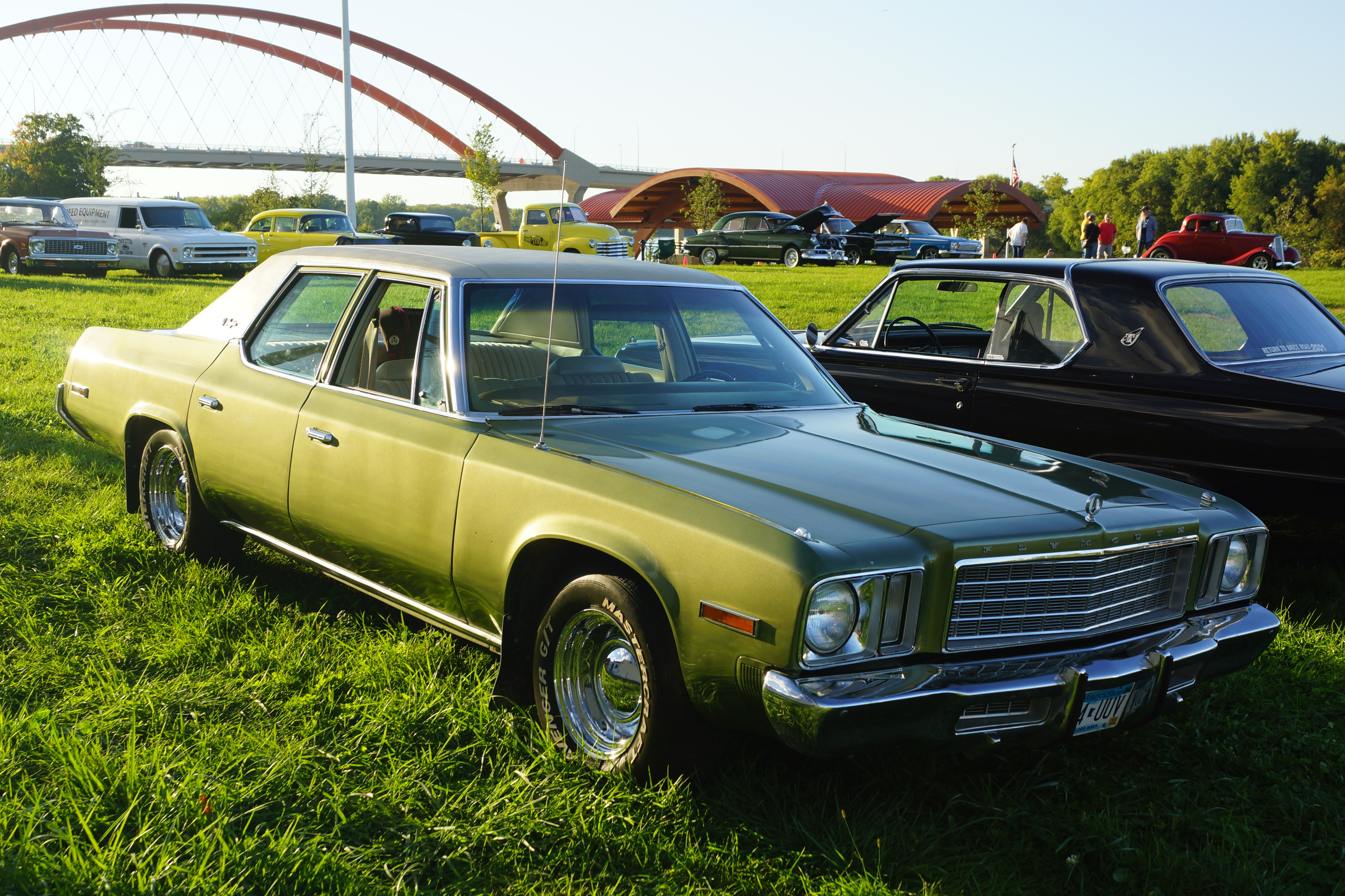
Gran Fury Brougham Four Door Sedan (1976)
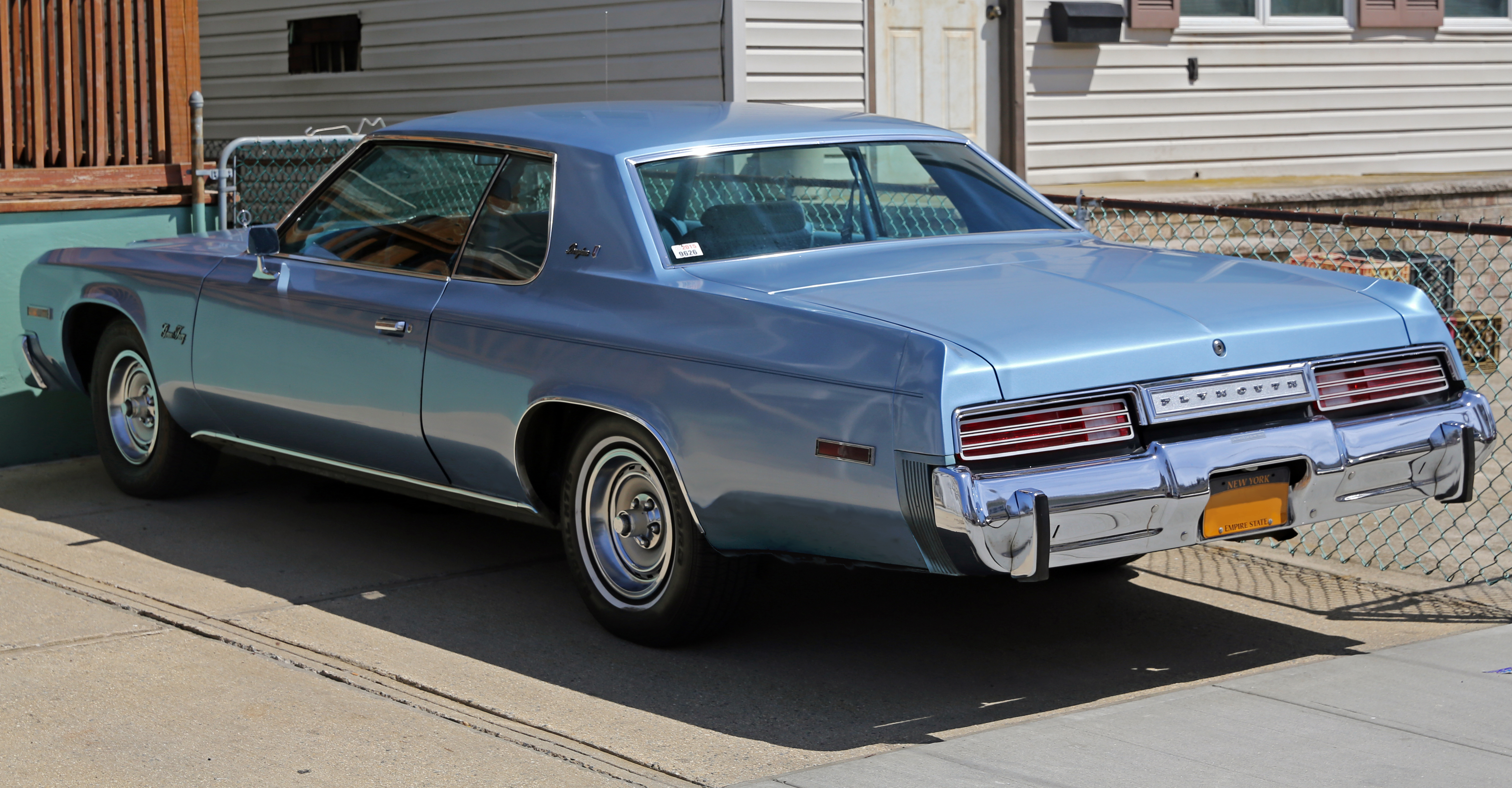
Gran Fury Brougham Two Door Hardtop Coupé (1977)
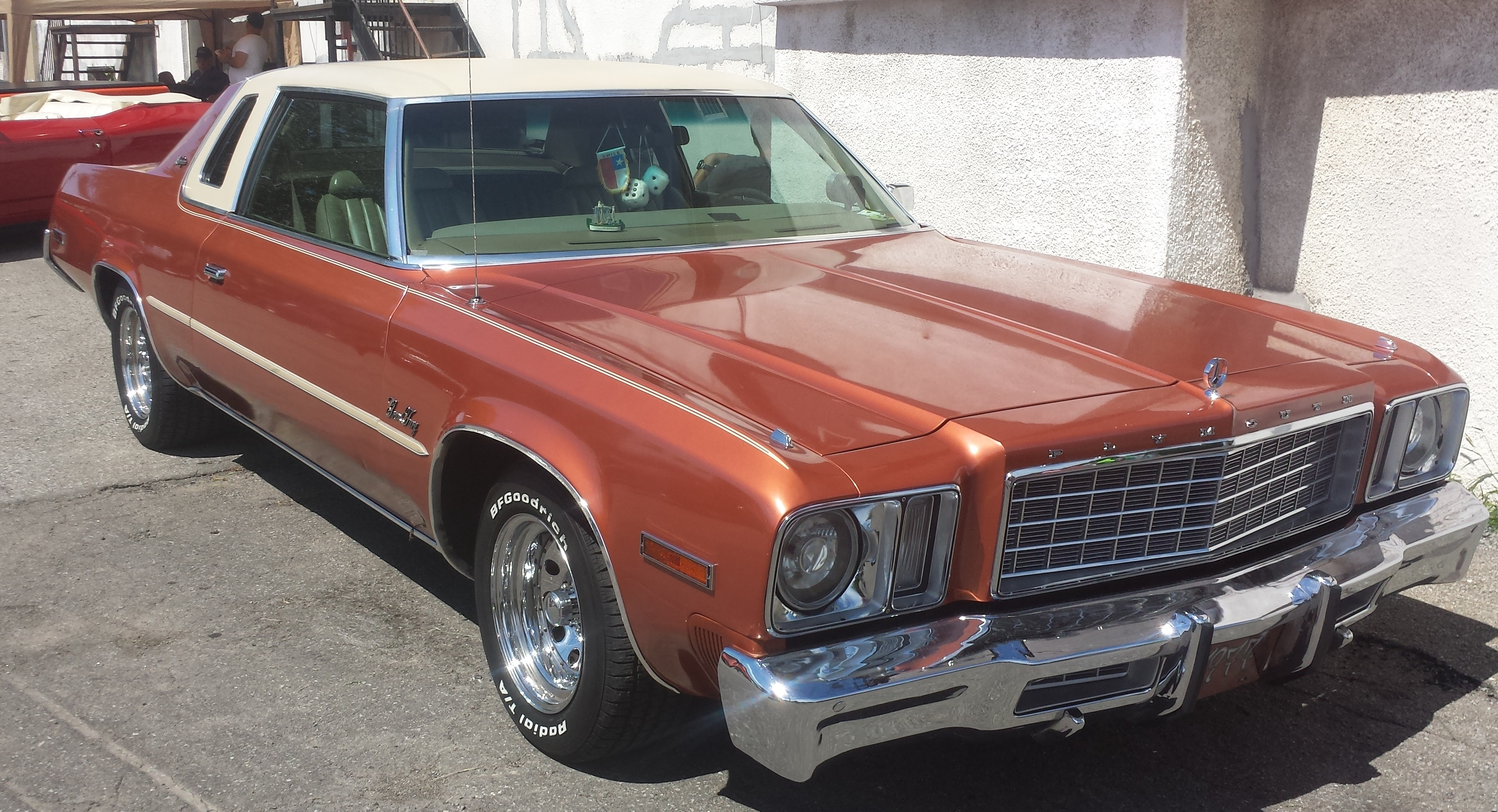
Gran Fury Coupé
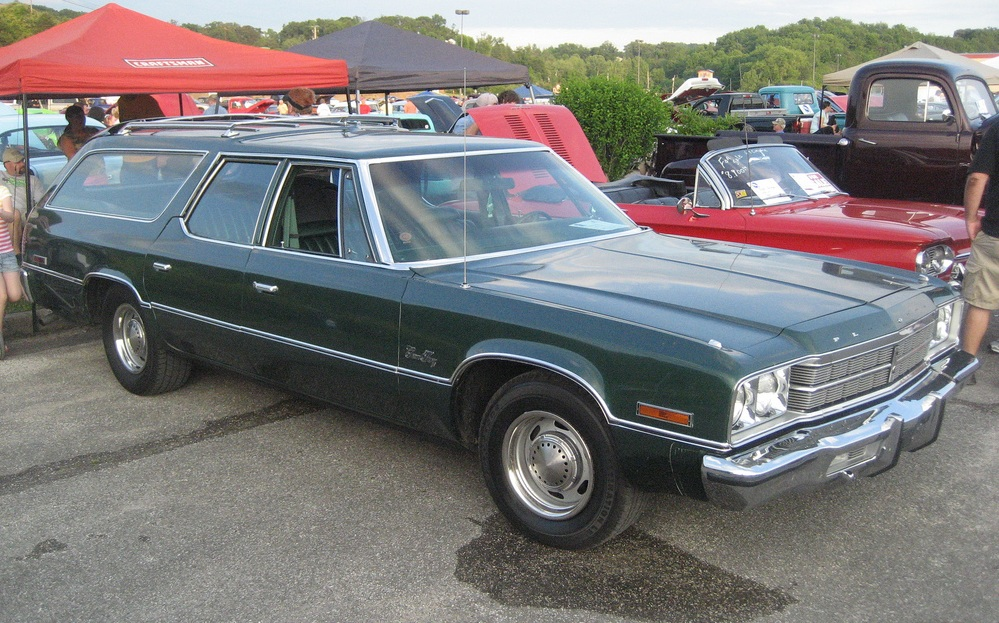
Gran Fury Custom Suburban Wagon (1975)

### Fahrwerk
Technische Basis ist Chryslers C-Plattform, die 1965 eingeführt worden war. Für den ersten Gran Fury sowie seine ab 1974 verkauften Full-Size-Schwestermodelle wurde sie weitgehend unverändert übernommen.
Die selbsttragende Karosserie des Gran Fury hat vorn einen Hilfsrahmen. Die vorderen Räder sind einzeln aufgehängt. Vorn sind Drehstabfedern eingebaut, hinten hat das Auto eine Starrachse mit Blattfedern. Die Bremsanlage besteht vorn aus Scheiben-, hinten Trommelbremsen. Hintere Scheibenbremsen gab es nur beim besonders teuren Imperial LeBaron.
Der Radstand der Gran-Fury-Limousinen und -Coupés beträgt (ebenso wie beim Schwestermodell Dodge Monaco bzw. Royal Monaco) 3086 mm; damit ist er 65 mm kürzer als der der zeitgenössischen Limousinen und Coupés von Chrysler und Imperial, die ebenfalls auf der C-Plattform basieren. Lediglich der Gran Fury Kombi hat den langen Radstand von Newport, New Yorker und Imperial.

### Motorisierung und Kraftübertragung
Der Plymouth Gran Fury wird ausschließlich von Achtzylinder-V-Motoren angetrieben. Standardmotorisierung war bei den Limousinen und Coupés in allen Modelljahren eine Variante der Small-Block-LA-Reihe, die mit 5210 cm³ (318 cui) und mit 5898 cm³ (360 cui) im Programm stand. Die kleinste Motorisierung war auch im Schwestermodell Dodge Monaco erhältlich, bei den Pendants von Chrysler und Imperial hingegen nicht. Den großen, schweren Kombi lieferte Plymouth serienmäßig mit einer 6551 cm³ (400 cui) großen Variante des Big-Block-Motors aus der B-Serie aus, der zwar nur wenig mehr Leistung hatte als die LA-Motoren, dafür aber ein deutlich höheres Drehmoment. Auf Wunsch war schließlich auch eine Version des Big-Block-Motors mit 7206 cm³ (440 cui) erhältlich. Die Leistungsdaten der Motoren variieren in den einzelnen Modelljahren in Abhängigkeit von strenger werdenden Emissionsschutz- und Verbrauchsbestimmungen.
Der Chrysler-Konzern hatte ab 1976 eine Reihe von Magermotoren (Lean Burn Engines) mit computergesteuerter Zündung im Programm. Die Lean Burn Engines waren ein Versuch, den Treibstoffverbrauch der Motoren zu senken und damit den Anforderungen an den Flottenverbrauch gerecht zu werden. Das System erschien zunächst beim 6,6 Liter (400 cui) großen Achtzylinder-V-Motor und wurde ab 1977 bei allen Achtzylindermotoren eingesetzt. Im Vergleich zu herkömmlichen Motoren senkte das Lean-Burn-System den Treibstoffverbrauch spürbar; allerdings war es sehr defektanfällig. Ein wesentlicher Grund dafür war der unzureichende Hitzeschutz für den Rechner, der im unmittelbaren Motorumfeld untergebracht war. Viele Käufer entfernten die Steuerung bereits nach kurzer Zeit.
Die Motoren sind im Newport vorn längs eingebaut. Sie treiben die Hinterräder an. Als Kraftübertragung kam bei allen Motorisierungen ausschließlich ein automatisches Dreiganggetriebe (Typ TorqueFlite) zum Einsatz.
| Plymouth Gran Fury: Übersicht über die Motorisierungen |               |                       |                       |                       |                       |                       |                       |                       |                       |                       |                       |                       |                       |                       |
| Bauart                                                 | Bauart        | Ottomotor V8-Zylinder | Ottomotor V8-Zylinder | Ottomotor V8-Zylinder | Ottomotor V8-Zylinder | Ottomotor V8-Zylinder | Ottomotor V8-Zylinder | Ottomotor V8-Zylinder | Ottomotor V8-Zylinder | Ottomotor V8-Zylinder | Ottomotor V8-Zylinder | Ottomotor V8-Zylinder | Ottomotor V8-Zylinder | Ottomotor V8-Zylinder |
| Baureihe                                               | Baureihe      | LA-Serie              | LA-Serie              | LA-Serie              | LA-Serie              | LA-Serie              | LA-Serie              | B-Serie               | B-Serie               | B-Serie               | B-Serie               | B-Serie               | B-Serie               | B-Serie               |
| Hubraum                                                | Hubraum       | 5210 cm³ (318 cui)    | 5210 cm³ (318 cui)    | 5898 cm³ (360 cui)    | 5898 cm³ (360 cui)    | 5898 cm³ (360 cui)    | 5898 cm³ (360 cui)    | 6551 cm³ (400 cui)    | 6551 cm³ (400 cui)    | 6551 cm³ (400 cui)    | 6551 cm³ (400 cui)    | 7206 cm³ (440 cui)    | 7206 cm³ (440 cui)    | 7206 cm³ (440 cui)    |
| Leistung (KW)                                          | Leistung (KW) | 108                   | 112                   | 115                   | 126                   | 134                   | 142                   | 130                   | 142                   | 145                   | 149                   | 138                   | 149                   | 160                   |
| Leistung (PS)                                          | Leistung (PS) | 145                   | 152                   | 156                   | 172                   | 182                   | 193                   | 170                   | 193                   | 198                   | 203                   | 188                   | 203                   | 218                   |
| Verfügbarkeit                                          | 1975          | –                     | Option                | –                     | –                     | Serie (Sedan, Coupé)  | Option                | Serie (Wagon)         | –                     | Option                | –                     | –                     | –                     | Option                |
| Verfügbarkeit                                          | 1976          | –                     | Serie (Sedan Basis)   | –                     | Serie (Sedan, Coupé)  | –                     | –                     | Serie (Wagon)         | –                     | –                     | Option                | –                     | Option                | –                     |
| Verfügbarkeit                                          | 1977          | Serie (Sedan, Coupé)  | –                     | Option                | –                     | –                     | –                     | –                     | Serie (Wagon)         | –                     | –                     | Option                | –                     | –                     |

## Ausstattungslinien
Plymouth bot für den Gran Fury je nach Modelljahr zwei oder drei Ausstattungslinien an:
- Eine Basisversion, die als „Gran Fury“ ohne weitere Zusatzbezeichnung verkauft wurde (1975 bis 1977)
- Gran Fury Custom: die mittlere Ausstattungslinie (1975 und 1976)
- Gran Fury Brougham: die höchste Ausstattungslinie bei den Limousinen und Coupés; die Kombiversion mit der dem Brougham entsprechenden Ausstattung wurde als Sport Suburban verkauft (1975 bis 1977).

## Produktion
In drei Jahren produzierte Chrysler, alle Varianten und Karosserieformen zusammengenommen, etwa 160.000 Exemplare des Plymouth Gran Fury. Damit blieb er weit hinter den Erwartungen zurück. Der mangelnde Erfolg wird zumeist auf die Auswirkungen der Ölpreiskrise zurückgeführt, die zu einem steigenden Bedarf an kleineren, verbrauchsreduzierten Fahrzeugen führte. Der Gran Fury erfüllte diese Voraussetzungen ebenso wenig wie die anderen Modelle der Chrysler-C-Plattform und wurde als „falsches Auto für diese Zeit“ angesehen.
| Plymouth Gran Fury: Produktion |                   |                 |           |           |                  |                  |                  |                  |                    |                    |                    |                |
| Ausstattungslinie              | Ausstattungslinie | Gran Fury       | Gran Fury | Gran Fury | Gran Fury Custom | Gran Fury Custom | Gran Fury Custom | Gran Fury Custom | Gran Fury Brougham | Gran Fury Brougham | Gran Fury Brougham | Sport Suburban |
| Aufbau                         | Aufbau            | Four Door Sedan | Coupé     | Wagon     | Four Door Sedan  | Hardtop Sedan    | Hardtop Coupé    | Wagon            | Four Door Sedan    | Hardtop Sedan      | Hardtop Coupé      | Kombi          |
| Modelljahr                     | 1975              | 8.185           | –         | 2.295     | 19.013           | 11.292           | 6.041            | 7.655            | –                  | 5.521              | 6.521              | 6.248          |
| Modelljahr                     | 1976              | 8.928           | –         | 1.587     | 14.738           | –                | 2.733            | 3.431            | 2.990              | –                  | 2.619              | 2.484          |
| Modelljahr                     | 1977              | 14.242          | 2.772     | 2.055     | –                | –                | –                | –                | 17.687             | –                  | 4.848              | 5.950          |